# 叱石山

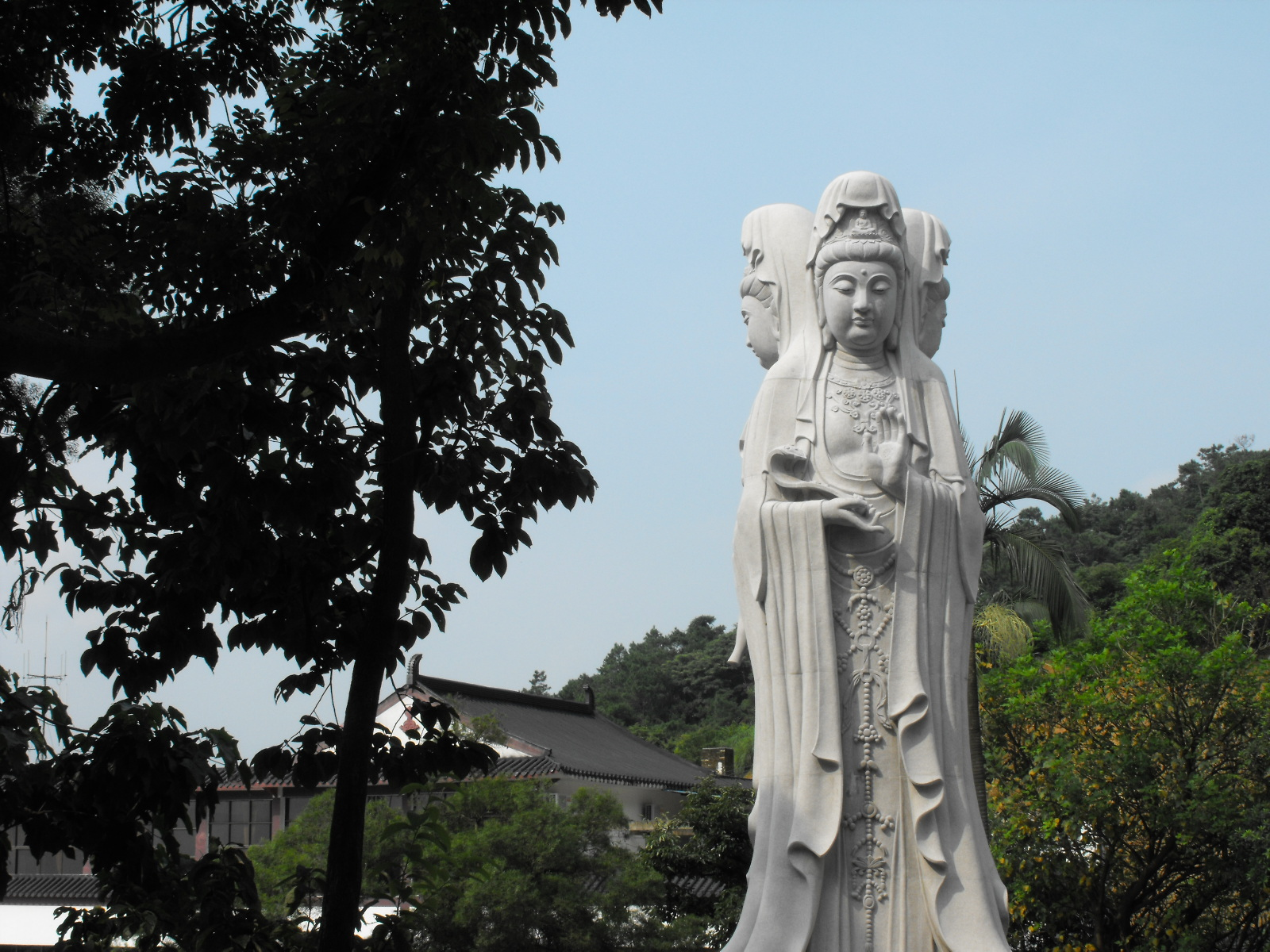
观音寺的观音像。

叱石山又稱叱石景區，坐落在中华人民共和国广东省江门市蓬江区杜阮镇，临近新會圭峰山，为广东省江门市著名的山峰，有叱石山风景区，为岭南八景之一，主要文化景观是“叱石成羊”、“北燕岩”、“太子亭”、“白仙祠”等，也是蓬江区、新会区重阳节登高的主要地点。叱石山是圭峰山國家森林公園三峰之一。

## 景观

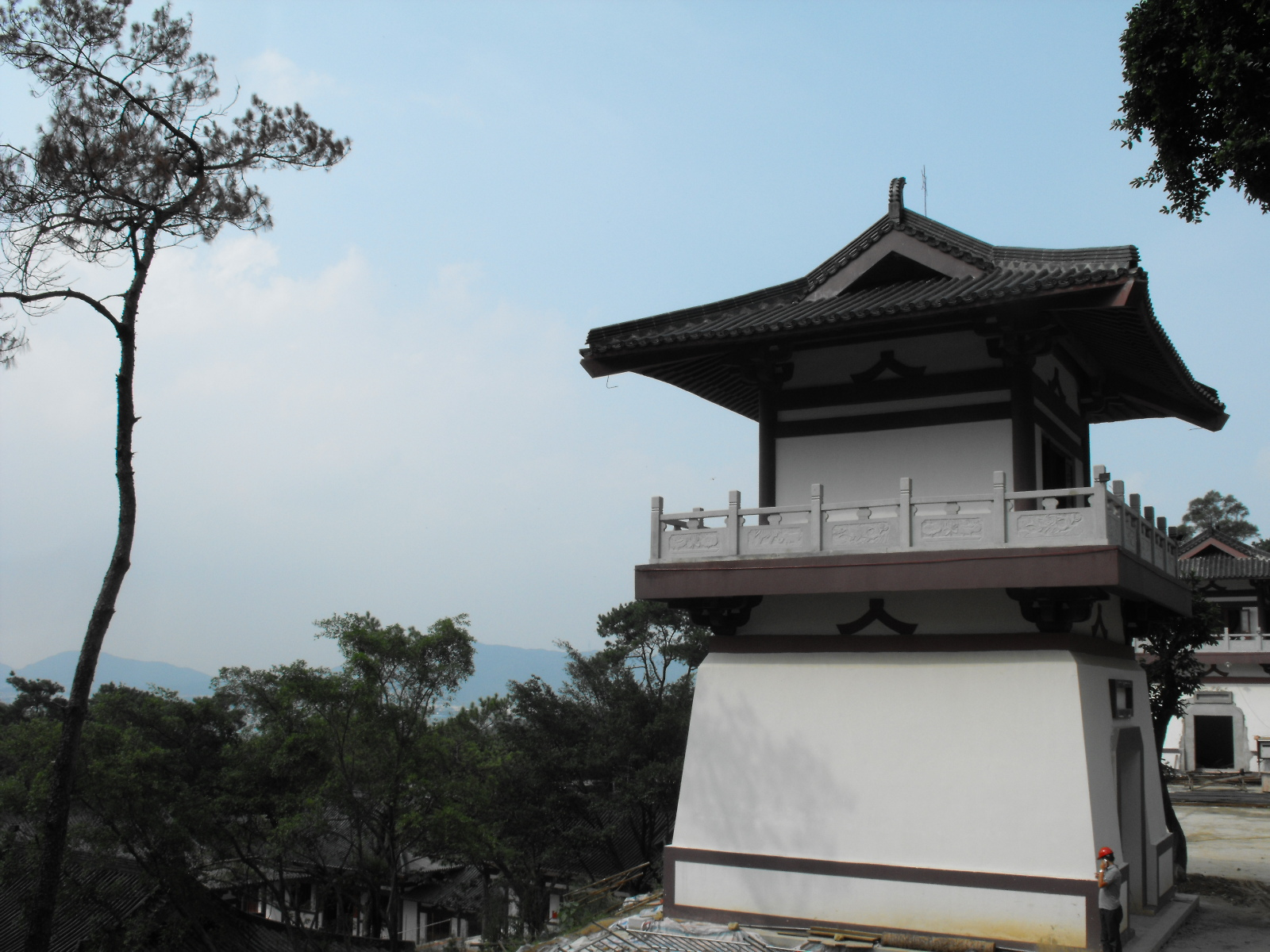
观音寺的钟楼和鼓楼。

### 羊石坑
为澳门特别行政区行政长官何厚铧捐赠的38头石羊。

### 观音岩
石壁上刻有观音菩萨的石像，故名观音岩。

### 观音寺

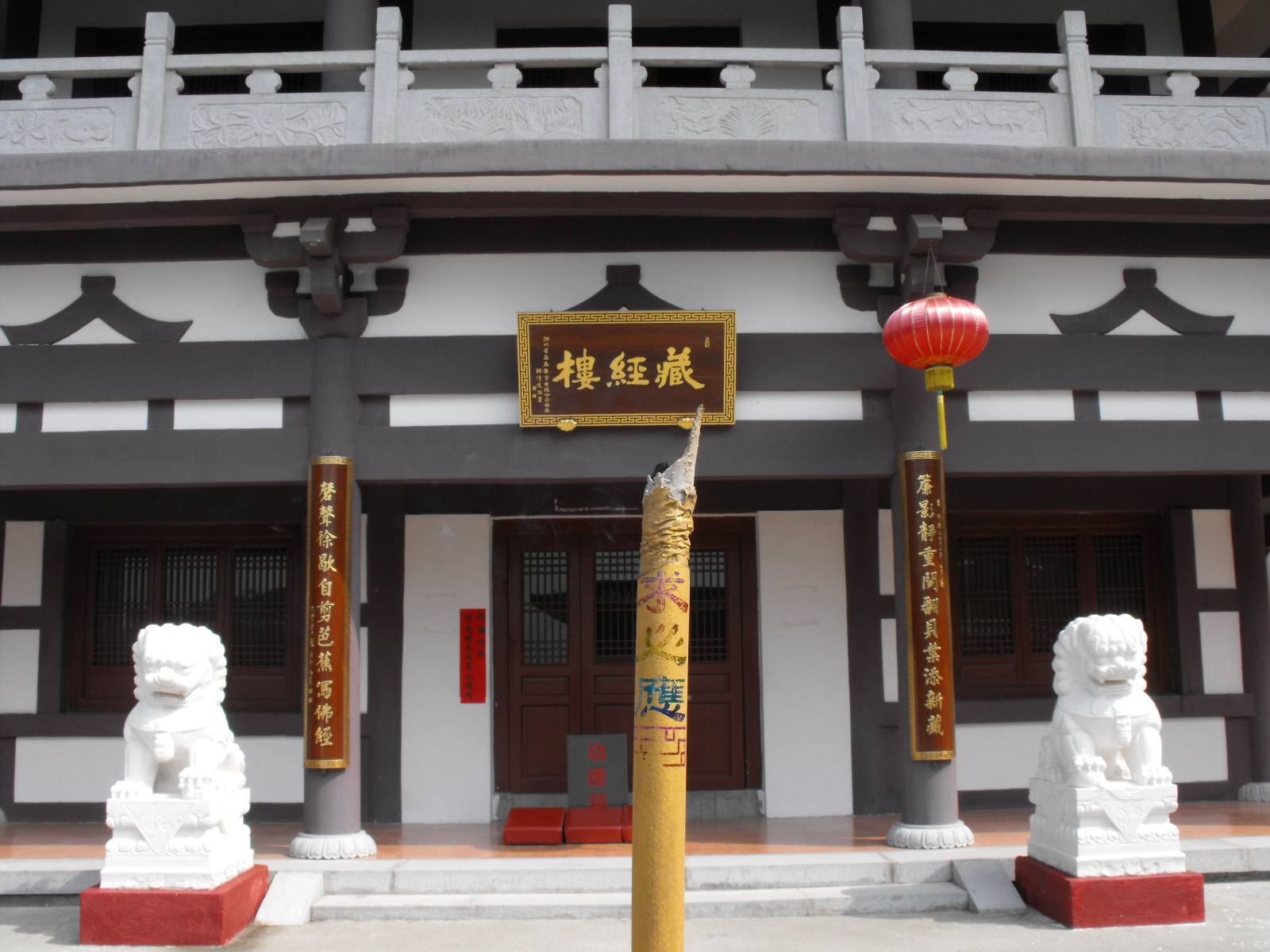
观音寺的藏经阁。

清朝乾隆时期修建的寺院。

### 木兰堂
具有千年古树木兰而闻名。

### 读泉亭
位于叱石山的一处瀑布之下，为清朝郑绩修建。

### 太子亭
为纪念南明汉室王朝忠臣而建。

### 一洗紅塵
叱石山山泉順崖而下，山泉旁邊的大石上刻劃了一洗紅塵四字。

### 叱石觀光索道
提供了方便、快捷、舒适、安全的綠色登山交通工具，直达山頂和綠護屏景區。